# Strategus splendens
Strategus splendens är en skalbaggsart som beskrevs av Palisot de Beauvois 1809. Strategus splendens ingår i släktet Strategus och familjen Dynastidae. Inga underarter finns listade i Catalogue of Life.